# Число Рейнольдса стосовно фільтрації
Число Рейнольдса стосовно фільтрації (рос. число Рейнольдса относительно фильтрации; англ. Reynolds number relative to filtration; нім. Reinolds Filtrationzahl f) — число Рейнольдса, що виражається формулою:
Re = kρv/lμ ,
де k — коефіцієнт проникності, м2; ρ — густина рідини, кг/м3; υ — швидкість фільтрації, м/с; l — коефіцієнт макрошорсткості, м; μ — динамічний коефіцієнт в'язкості, Па с.